# Mojoduwur (Ngetos)
Mojoduwur is een bestuurslaag in het regentschap Nganjuk van de provincie Oost-Java, Indonesië. Mojoduwur telt 4266 inwoners (volkstelling 2010).